# Прайсес-Форк (Вірджинія)
Прайсес-Форк (англ. Prices Fork) — переписна місцевість (CDP) в США, в окрузі Монтгомері штату Вірджинія. Населення — 1142 особи (2020).

## Географія
Прайсес-Форк розташований за координатами 37°12′25″ пн. ш. 80°29′18″ зх. д. / 37.20694° пн. ш. 80.48833° зх. д. (37.206923, -80.488326).  За даними Бюро перепису населення США в 2010 році переписна місцевість мала площу 5,23 км², з яких 5,22 км² — суходіл та 0,01 км² — водойми.

## Демографія
Згідно з переписом 2010 року, у переписній місцевості мешкало 1066 осіб у 447 домогосподарствах у складі 280 родин. Густота населення становила 204 особи/км².  Було 470 помешкань (90/км²).
Расовий склад населення:
| - 91,7 % — білих - 3,5 % — азіатів - 3,1 % — чорних або афроамериканців - 0,2 % — корінних американців - 0,1 % — вихідців з тихоокеанських островів |

До двох чи більше рас належало 0,9 %. Частка іспаномовних становила 3,0 % від усіх жителів.
За віковим діапазоном населення розподілялося таким чином: 23,3 % — особи молодші 18 років, 66,8 % — особи у віці 18—64 років, 9,9 % — особи у віці 65 років та старші. Медіана віку мешканця становила 36,3 року. На 100 осіб жіночої статі у переписній місцевості припадало 92,8 чоловіків;  на 100 жінок у віці від 18 років та старших — 88,0 чоловіків також старших 18 років.
Середній дохід на одне домашнє господарство  становив 70 773 долари США (медіана — 68 646), а середній дохід на одну сім'ю — 70 097 доларів (медіана — 49 632). Медіана доходів становила 46 250 доларів для чоловіків та 40 902 долари для жінок. За межею бідності перебувало 9,2 % осіб, у тому числі 17,9 % дітей у віці до 18 років та 0,0 % осіб у віці 65 років та старших.
Цивільне працевлаштоване населення становило 818 осіб. Основні галузі зайнятості: мистецтво, розваги та відпочинок — 34,4 %, освіта, охорона здоров'я та соціальна допомога — 32,4 %, виробництво — 8,1 %, роздрібна торгівля — 5,9 %.